# Belmont (majątek)
Belmont (biał. Бяльмонты) – dawny majątek na terenie dzisiejszego agromiasteczka Achremowce, obecnie „Park dworski Belmont” (biał. Прысядзібны парк „Бальмонт”).

## Historia
Dobra te przed XVIII wiekiem nosiły nazwę „Dwór Olgierdowszczyzna”. Po przejściu ich na własność rodziny Achremowiczów, zmieniły nazwę na obecną. Kolejnymi właścicielami majątku była rodzina Salmanowiczów herbu Szaszor. W 1748 roku Dominik Salmanowicz, chorąży petyhorski sprzedał go Janowi Augustowi Hylzenowi (1702–1767) i jego żonie Konstancji z Broel-Platerów. Nowi właściciele wybudowali tu rezydencję i zmienili nazwę majątku na Belmont. Dziś Belmont to jedynie nazwa parku będącego pozostałością po dawnych rezydencjach (patrz niżej); wieś, a dziś agromiasteczko, nazywa się ponownie, od co najmniej 1918 roku, Achremowce.
Kolejnym właścicielem Belmontu został Józef Jerzy Hylzen, młodszy syn Jana Augusta. Napisał w testamencie z 1783 roku: (...) uwolnić wieczyście poddanych wszystkich dóbr moich, nadając im wolność wyjścia i udania się dokądby chcieli z całą ich własnością. Łożyć regularnie wiecznymi czasy połowę dochodów wszystkich dóbr moich na pomnożenie i zachęcenie nauk i kunsztów, na edukację ubogiej szlachty, na utrzymanie ludzi w potrzebie zostających, na erekcyją szpitalów, także na wspomożenie biednych wieśniaków w ubóstwie lub nieszczęściu zostających. Testament po jego śmierci nie został wykonany. Jego małoletni syn zmarł, a majątek odziedziczył bratanek, upośledzony umysłowo Idzi Hylzen (1772–1801), który w 1798 roku sprzedał klucz belmoncki Mikołajowi Manuzziemu (~1730–1809), awanturnikowi i targowiczaninowi, który, posiadając liczne majątki, tu zamieszkał (i zmarł). Po nim właścicielem Belmontu był syn jego i jego żony Jadwigi z domu Berlicz-Strutyńskiej (~1736–1778) Stanisław Manuzzi (1773–1823), również targowiczanin, ożeniony z Konstancją z Broel-Platerów (1782–1874), która stworzyła w Belmoncie kilka zakładów dobroczynnych. Po bezdzietnej śmierci Stanisława kolejnym gospodarzem w Belmoncie był Wilhelm Ignacy Broel-Plater (1791–1854), najmłodszy brat Konstancji. Wywołało to trwający 80 lat proces sądowy wytoczony Platerom przez rodzinę Strutyńskich, przegrany przez Platerów w 1903 roku. Po Wilhelmie Ignacym majątek odziedziczył jego najmłodszy syn Feliks Witold Broel-Plater (1849–1924), żonaty z Elżbietą Potocką (1874–1960), która była ostatnią właścicielką majątku do 1939 roku.
Po III rozbiorze Polski w 1795 roku Belmont, wcześniej należący do województwa brasławskiego Rzeczypospolitej (a przed 1793 rokiem – do województwa wileńskiego), znalazł się na terenie powiatu brasławskiego (ujezdu) guberni wileńskiej Imperium Rosyjskiego, a od 1843 roku – powiatu nowoaleksandrowskiego guberni kowieńskiej. Po ustabilizowaniu się granicy polsko-radzieckiej w 1921 roku Achremowce wróciły do Polski, znalazły się w gminie Brasław w powiecie brasławskim województwa wileńskiego.  
Majątek należał do parafii rzymskokatolickiej w m. Belmont i prawosławnej w Brasławiu. Podlegał pod Sąd Grodzki w Brasławiu i Okręgowy w Wilnie; właściwy urząd pocztowy mieścił się w Brasławiu.
Od 1945 roku – w ZSRR, od 1991 roku – na terenie Republiki Białorusi. 
Folwark Belmont został przyłączony do wsi Achremowce w 1976 roku.

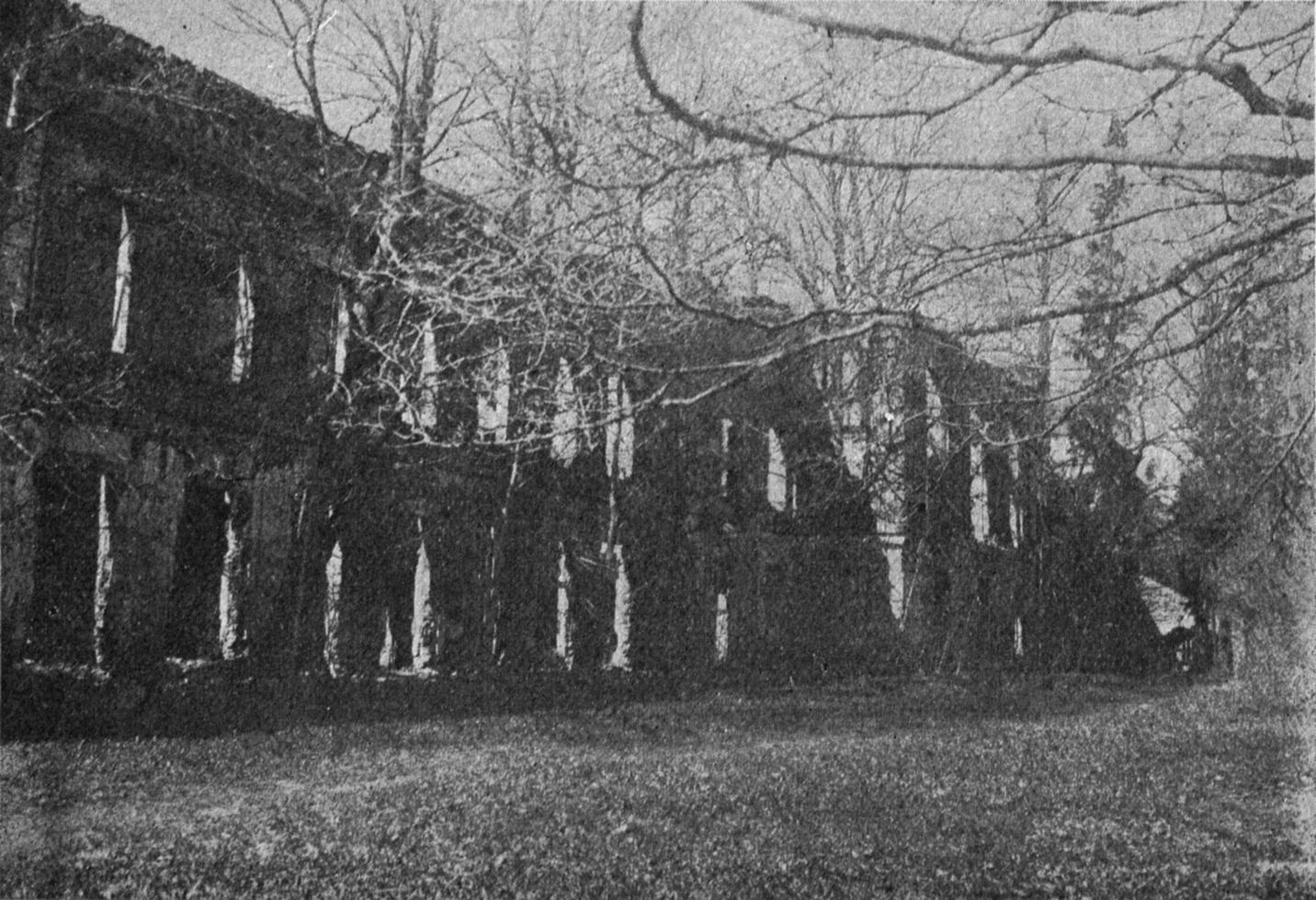
Ruina pałacu Manuzzich w 1930 roku

## Dawne pałace i park
Pierwsza wielka rezydencja w Belmoncie chyliła się już ku upadkowi pod koniec XVIII wieku. Zgodnie z inwentaryzacją przy okazji sprzedaży majątku Manuzziemu w 1798 roku tutejszy pałac liczył na parterze 19 pokoi, a na piętrze – 14. Poza salami, salonami, pokojami mieszkalnymi, salą kapeli dworskiej, kancelarią itp. istniały tu piwnice, poza tym ogród włoski, 6 karczm i liczne zabudowania gospodarcze. Mikołaj Manuzzi dokonał starannego remontu i powiększenia pałacu. W większości na starych piwnicach rozbudowano budynek na planie bardzo długiego prostokąta, dwukondygnacyjny z wyższą kondygnacją o celach reprezentacyjnych. Elewacja frontowa była rozczłonkowana trzema ryzalitami, z których centralny był mocniej zaznaczony. Wewnątrz tej części na piętrze była wielka sala balowa. Wszystkie elewacje wieńczyły attyki. W 1818 roku dobudowano do bocznej elewacji półkolisty ryzalit na pomieszczenie kaplicy. Po śmierci Stanisława Manuzziego pałac popadł w ruinę i prawdopodobnie spłonął w czasie powstania listopadowego. Ruina ta stała do II wojny światowej.
Platerowie natomiast na swoją siedzibę zaadaptowali wybudowany już wcześniej (prawdopodobnie była to wcześniejsza pensja dla ubogich szlachcianek), stojący nieopodal pałacu wielki budynek. Rozrastający się nowy pałac w 1914 roku liczył 60 pokoi. Od strony zewnętrznej zdobiło go 10 ganków. Pałac ten, o nieokreślonym stylu, spłonął między 1915 a 1920 rokiem. 
Właściciele majątku w okresie międzywojennym mieszkali w niewielkim dworze. 
Według Powszechnego Spisu Ludności z 1921 roku zamieszkiwały tu 132 osoby, 119 były wyznania rzymskokatolickiego, 8 prawosławnego, 4 ewangelickiego, a 1 innego chrześcijańskiego. Jednocześnie 31 mieszkańców zadeklarowało polską przynależność narodową, a 101 białoruska. Było tu 15 budynków mieszkalnych
Pozostałością po rezydencjach w Belmoncie jest wielki park romantyczny, największy tego typu park na Białorusi, o powierzchni 65 ha. Został założony prawdopodobnie przez Potockich w ostatniej ćwierci XVIII wieku. Obecnie zdziczały park, o powierzchni 62 ha nosi imię Iwana Miczurina. Park składa się z dwóch części – parku górnego (otaczającego położone na wzgórzu ruiny zabudowań dworskich) i dolnego (nad jeziorem). W parku górnym, w pobliżu rumowiska, wybudowano kościół Podwyższenia Krzyża Świętego, z białej cegły silikatowej. W parku wytyczono ścieżkę przyrodniczą „Park Belmont” z kilkunastoma przystankami i tablicami informacyjnymi.
Majątek Belmont został opisany w 4. tomie Dziejów rezydencji na dawnych kresach Rzeczypospolitej Romana Aftanazego.